# بخش لنسینگ (میشیگان)
بخش لنسینگ (به انگلیسی: Lansing Charter Township) یک منطقهٔ مسکونی در ایالات متحده آمریکا است که در شهرستان اینگام، میشیگان واقع شده‌است. بخش لنسینگ ۱۳٫۳۶ کیلومتر مربع مساحت و ۸٬۱۴۳ نفر جمعیت دارد و ۲۶۵ متر بالاتر از سطح دریا واقع شده‌است.